# St Albans
St Albans ist eine Stadt im Süden Englands, ungefähr 35 Kilometer nördlich der Hauptstadt London gelegen. Der River Ver fließt durch die Stadt. Sie zählt 57.795 Einwohner (Stand: 2011) und ist das Zentrum des Bezirks City and District of St Albans im südlichen Hertfordshire. St Albans ist eine der frühesten erhaltenen städtischen Ansiedlungen und war unter dem Namen Verulamium bereits zur Zeit des Römischen Reiches eine große Siedlung. Nach dem Rückzug der Römer von den Britischen Inseln trug die Stadt die Namen Verlamchester oder Wæclingacaester, bevor sie ihre heutige Bezeichnung erhielt.

## Geschichte

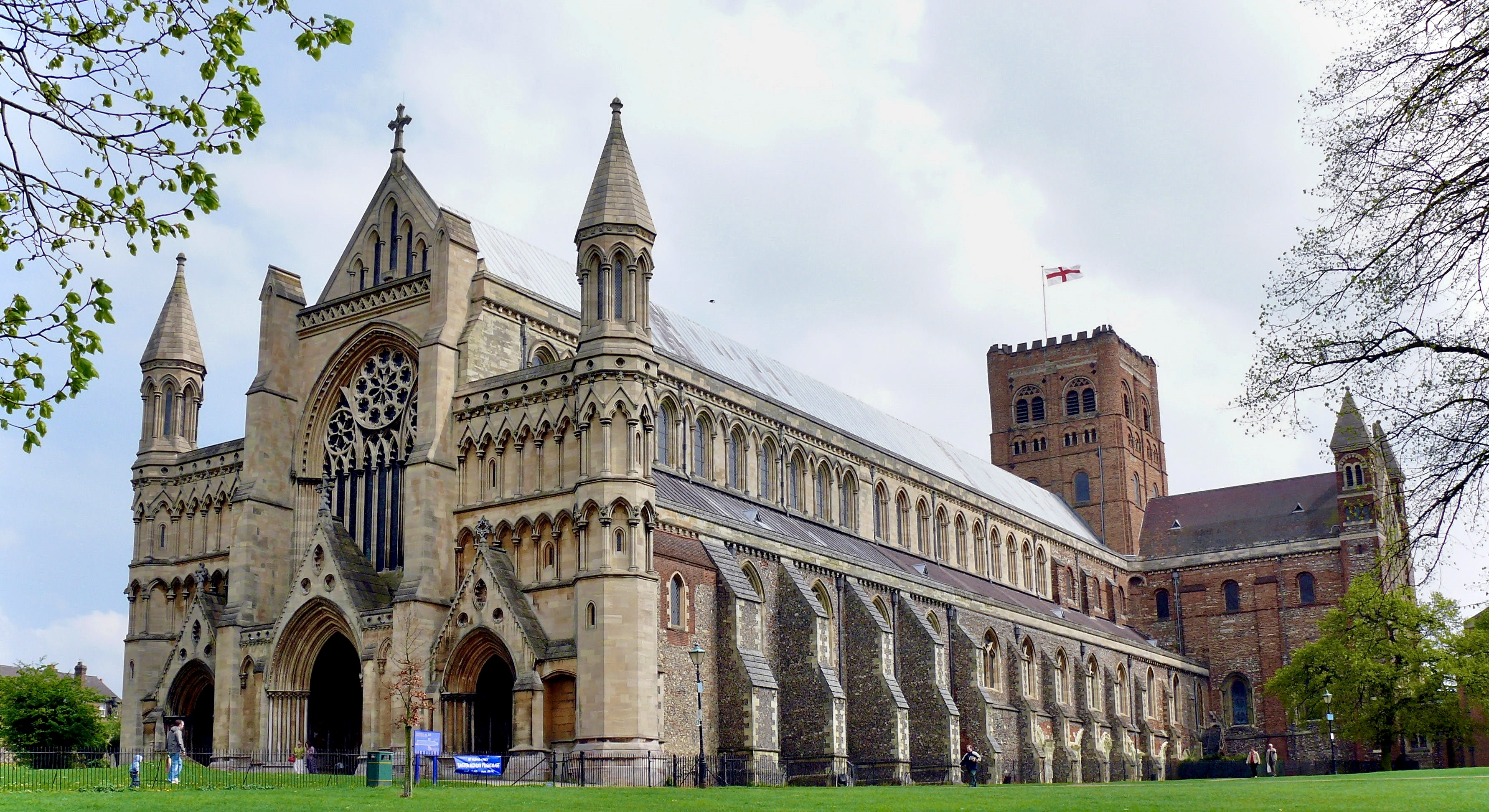
Kathedrale von St Albans

Die Umgebung von St Albans weist eine lange Besiedlungsgeschichte auf. Der keltische Stamm der Catuvellaunen siedelte am Prae Hill etwa eineinhalb Kilometer westlich der heutigen Stadt. Die römische Siedlung Verulamium wurde etwas näher zur Stadt entlang des Flusstals des Ver gegründet.
Im Mittelalter dehnte sich die Stadt in östlicher Richtung aus und umschloss dann den Platz, an dem der erste britische Märtyrer, der Heilige Alban, vor dem Jahre 324 geköpft wurde. In der Folge wurde eine Abtei und eine Kathedrale an diesem Ort erbaut, wodurch die Stadt zu einem Pilgerzentrum und einer Anlaufstelle für Reisende von und nach London wurde. Die Abtei von St Albans war eine Zeit lang das wichtigste Kloster Englands, wo unter anderem der erste Entwurf der Magna Charta entstand.
Während der Rosenkriege war die Stadt zweimal Ort des Geschehens, bei der ersten Schlacht von St Albans 1455 siegte das Haus York, bei der zweiten 1461 das Haus Lancaster.
Die Abtei von St Albans wurde im Zuge der Auflösung der englischen Klöster unter Heinrich VIII. 1539 aufgehoben und zunächst in eine Schule umgewandelt, später bestand nur die Abteikirche weiter. Trotz ihrer großen historischen Bedeutung wurde die Kirche erst 1550 in den Rang einer Pfarrkirche erhoben. Das Bistum St Albans wurde am 4. Mai 1877 aus Teilen von Rochester errichtet.
Das Wachstum der ländlichen Marktstadt in der Zeit vor dem 20. Jahrhundert war allgemein recht langsam. In der Zeit zwischen dem Ersten Weltkrieg und dem Zweiten Weltkrieg begann die aufkeimende Elektroindustrie in der Region Fuß zu fassen, und nach dem Zweiten Weltkrieg wurde die Stadt ein Zentrum der Elektroindustrie, was zu einer Reihe von Stadtneugründungen in der Umgebung und Großregion London führte.
Heute stellt die Stadt Ausgrabungen aus jeder ihrer Siedlungsperioden aus und ist eine bekannte touristische Attraktion. Neben diesen Ausgrabungen ist auch beispielsweise die Abtei von St Albans eine Sehenswürdigkeit.

## Städtepartnerschaften
St Albans unterhält offizielle Städtepartnerschaften mit
| - Alzey, Deutschland, seit 1981 - Boissy-sous-Saint-Yon, Frankreich - Cosne-Cours-sur-Loire, Frankreich, seit 1982 - Fano, Italien, seit 1998/99 - Nevers, Frankreich, seit 1974 | - Nyíregyháza, Ungarn, seit 1996 - Odense, Dänemark, seit 1948 - Sylhet, Bangladesch, seit 1988 - Worms, Deutschland, seit 1957 |

## Persönlichkeiten

### In St Albans geboren
- Nicholas Breakspear (1100/20–1159), bekannt als Papst Hadrian IV.
- Alexander Neckam (1157–1217), Poet, Theologe und Lehrer
- William Henry Bell (1873–1946), Komponist, Dirigent und Hochschullehrer
- Dora Emdin (1912–1945), Tischtennisspielerin
- Jeremy Summers (1931–2016), Regisseur und Drehbuchautor
- Mike Newell (* 1942), Regisseur und Produzent
- Erica Fischer (* 1943), österreichische Schriftstellerin, Journalistin und Übersetzerin
- Paul Raymond (1945–2019), Keyboarder und Gitarrist
- Tim Hart (1948–2009), Folksänger, -gitarrist und Dulcimer-Spieler
- Tim Sherwood (* 1969), Fußballspieler und -trainer
- Peter Sarris (* 1971), Byzantinist
- Paul Cattermole (1977–2023), Sänger und Schauspieler
- Helen Wyman (* 1981), Radrennfahrerin
- Esmé Bianco (* 1982), Modell, Schauspielerin und Burlesque-Tänzerin
- Adam Lallana (* 1988), Fußballspieler
- Shalom Brune-Franklin (* 1994), Schauspielerin
- Charles Broom (* 1998), Tennisspieler
- Asha Banks (* 2003), Schauspielerin
- Oliver Tarvet (* 2003), Tennisspieler
- Phoebe Gill (* 2007), Mittelstreckenläuferin

### Mit St Albans verbunden
- Francis Bacon (1561–1626), Philosoph und Staatsmann, war erster und einziger Viscount St. Albans, in der St Michael’s Church, St Albans beigesetzt
- Ralph Chubb (1892–1960), Lithograph, in St Albans aufgewachsen
- Stephen Hawking (1942–2018), Physiker, ging in St Albans zur Schule
- Stanley Kubrick (1928–1999), Regisseur, lebte bis zu seinem Tod in der Umgebung der Stadt
- Maddy Prior (* 1947), Folksängerin und englische Folk-Ikone, in St Albans aufgewachsen
- Samuel Ryder (1858–1936), Gründer des Ryder Cups, lebte in St Albans
- Jonathan Stroud (* 1970), Autor der Bartimäus-Trilogie, lebt in St Albans

- Enter Shikari, Trancecore-Band, jedes Mitglied hat seine Wurzeln in St Albans.
- Friendly Fires, Popband